# Grégory Pastel
Grégory Pastel est un footballeur français, international martiniquais, né le 18 septembre 1990 à Fort-de-France en Martinique. Il évolue au poste d'attaquant avec l'Aiglon du Lamentin en R1 Martinique et avec la sélection de la Martinique.

## Biographie

### Carrière en club
En 2005, avec la sélection de la Ligue de Martinique, il dispute la Coupe Nationale des 14 ans à Clairefontaine. 
Malgré une saison intéressante avec le FC Mulhouse (8 buts en championnat), Pastel se retrouve sans club à l'issue de la saison 2011-2012 de CFA. 
Il est mis à l'essai puis est engagé par l'US Ivry en janvier 2013.

### Carrière internationale
Il participe avec la sélection martiniquaise aux éliminatoires de la Coupe caribéenne des nations.